# Église Saint-Jacques de Camps
Pour les articles homonymes, voir Église Saint-Jacques.
L'église Saint-Jacques est une église anglicane située à Camps, à Saint-Christophe-et-Niévès.

## Historique
Construite à la fin du XVIIe siècle dans la partie nord de l'île, elle est l'une des trois églises anglicanes des Caraïbes à afficher un crucifix noir,,.
Elle a subi plusieurs rénovations au cours des siècles.

## Cimetière
Sa plus ancienne pierre tombale date de 1679.